# Tiziana Piccolo
Tiziana Piccolo (Valdobbiadene, 7 giugno 1956) è una politica italiana.

## Biografia
È nata a Valdobbiadene (Treviso), ma vive ad Ora (Bolzano). Diplomatasi come segretaria d'azienda, di professione è impiegata.
Esponente della Lega Nord, nel 2015 viene eletta Consigliere comunale ad Ora.

### Elezione a deputato
Alle elezioni politiche del 2018 è candidata alla Camera dei Deputati, nelle liste della Lega nella circoscrizione Trentino-Alto Adige, risultando la prima dei non eletti.
Diviene deputata il 9 gennaio 2019, subentrando a Stefania Segnana, dimessasi per incompatibilità. Dal 18 gennaio al 10 settembre fa parte della XI commissione (lavoro pubblico e privato) e dallo stesso 10 settembre fa parte della IV commissione (difesa).
Il 27 maggio 2021 aderisce a Coraggio Italia, il nuovo partito fondato dal sindaco di Venezia Luigi Brugnaro insieme al presidente della Liguria Giovanni Toti e a numerosi parlamentari di diversa provenienza (M5S, Forza Italia, Cambiamo!-Popolo Protagonista, Lega e Centro Democratico). Lo stesso giorno però il leader della Lega Matteo Salvini stoppa il suo passaggio a Coraggio Italia. Il 7 luglio 2022 aderisce comunque alla componente del Gruppo misto di Coraggio Italia.